# Aspidiphorus quadriguttatus
Aspidiphorus quadriguttatus is een keversoort uit de familie slijmzwamkevers (Sphindidae). De wetenschappelijke naam van de soort werd in 1895 gepubliceerd door Julius Weise.